# 퀼트릭스
퀼트릭스(Qualtrics)는 미국의 유타주 프로보에 있는 경험관리전문(XM) 소프트웨어 업체이다. 1997년에 창업되었다.